# Ceromidae
Ceromidae (лат.) — семейство паукообразных из отряда фаланги (Solifugae). Известно около 20 видов.
Современные представители встречаются в Африке. Длина от 1 до 3 см. Формула члеников лапок 1-2-2-2. Известен один ископаемый вид из мелового периода Южной Америки (Бразилия), длиной 33 мм.

## Классификация
Включает 4 рода. Семейство было впервые выделено в 1933 году.
- Ceroma Karsch, 1885 — 16 видов
- Ceromella Roewer, 1933 — 3 вида
  - Ceromella focki  (Kraepelin, 1914)
  - Ceromella hepburni  (Hewitt, 1923)
  - Ceromella pallida  (Pocock, 1900)
- Toreus Purcell, 1903 — 1 вид
  - Toreus capensis (Purcell, 1899)[4]
- †Cratosolpuga Selden in Selden & Shear, 1996 — 1 вид, Меловой период (Бразилия)
  - †Cratosolpuga wunderlichi Selden, in Selden & Shear, 1996[5]